# Buchnera tenuissima
Buchnera tenuissima är en snyltrotsväxtart som beskrevs av Philcox. Buchnera tenuissima ingår i släktet Buchnera och familjen snyltrotsväxter. Inga underarter finns listade i Catalogue of Life.